# 科伊韋科
38°38′S 72°13′W / 38.633°S 72.217°W

科伊韋科（西班牙語：Coihueco），是智利的城市，位於該國中部比奧比奧大區的紐布萊省，面積1,776.6平方公里，海拔高度325米，2012年人口25,159人，人口密度每平方公里14人。